# Sint-Agatha-Rode
Sint-Agatha-Rode är en ort i Belgien.   Den ligger i provinsen Flamländska Brabant och regionen Flandern, i den centrala delen av landet, 21 km öster om huvudstaden Bryssel. Sint-Agatha-Rode ligger 40 meter över havet och antalet invånare är 1 532.
Terrängen runt Sint-Agatha-Rode är huvudsakligen platt. Sint-Agatha-Rode ligger nere i en dal. Runt Sint-Agatha-Rode är det tätbefolkat, med 343 invånare per kvadratkilometer.. Närmaste större samhälle är Leuven, 11,5 km norr om Sint-Agatha-Rode. 
Omgivningarna runt Sint-Agatha-Rode är en mosaik av jordbruksmark och naturlig växtlighet.